# Avià
Avià település Spanyolországban, Barcelona tartományban. Lakosainak száma 2243 fő (2024).

## Földrajza
Avià Berga, Olvan, Casserres, Montclar, L’Espunyola és Capolat községekkel határos.

## Népesség
A település lakosságának változását az alábbi diagram mutatja:
| Lakosok száma | 288  | 980  | 2180 | 2213 | 1795 | 1956 | 2206 | 2258 | 2226 | 2243 |
|               | 1717 | 1887 | 1936 | 1960 | 1986 | 2004 | 2009 | 2014 | 2019 | 2024 |